# Temeljna ustavna listina o samostojnosti in neodvisnosti Republike Slovenije
Temeljna ustavna listina o samostojnosti in neodvisnosti Republike Slovenije (kratko Temeljna ustavna listina ali TUL) je temeljni dokument slovenske osamosvojitve, ki ga je takratna slovenska skupščina sprejela 25. junija 1991. Z njim je Republika Slovenija razglasila neodvisnost od Socialistične federativne republike Jugoslavije na svojem ozemlju, prepoznala svoje obstoječe meje kot državne meje, zagotovila varstvo človekovih pravic vsem državljanom, pripadnikom manjšin pa tudi posebno varstvo, kot sledi iz meddržavnih pogodb. Skupaj z Deklaracijo o neodvisnosti Slovenije ter več zakoni, s katerimi je Slovenija prevzela prejšnje pristojnosti federacije na svojem ozemlju, predstavlja temelj slovenske državnosti.

## Galerija
- Prva stran listine
- Druga stran listine